# Projecte d'Anatòlia Sud-oriental

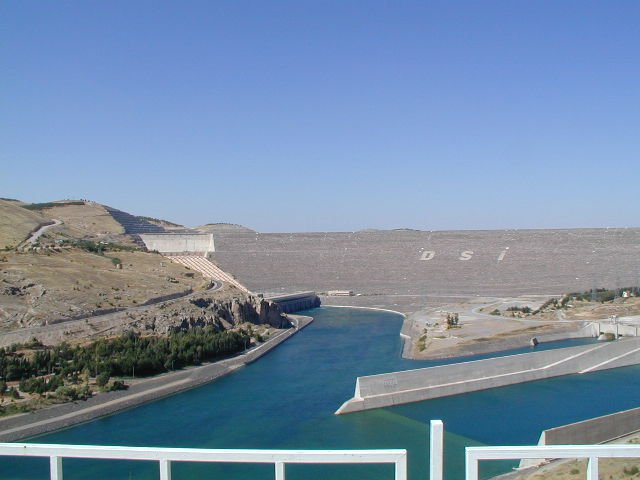
Presa Ataturk, clau per l'aprofitament d'energia hidràulica a la regió.

El projecte d'Anatòlia Sud-oriental (originàriament en turc Güneydoğu Anadolu Projesi, conegut per les seves sigles, GAP) és un pla per al desenvolupament econòmic de la part meridional de Turquia. La base rau en usar el potencial hidroelèctric dels grans rius de la regió per aconseguir energia i poder construir i mantenir infraestructures diverses, una idea que va sorgir als anys 20 i que va materialitzar-se en la creació del GAP en 2005.

## Infraestructures i efectes
El centre del GAP és la creació d'un sistema de preses i embassaments al llarg dels rius Tigris (8) i Eufrates (14). Hi ha previstes 19 estacions hidroelèctriques al llarg del territori del GAP que quan funcionin a ple rendiment podran proveir fins al 22% de l'energia total del país. El GAP ha de permetre doblar la superfície irrigada a la regió i així augmentar la producció agrícola. El principal beneficiat és el conreu de cotó. Es planeja introduir artificialment espècies de peix aptes per a la pesca massiva en els llacs creats per les preses i dics del projecte, de manera que es desenvolupi una indústria pesquera en una zona on no n'hi havia.

## Crítiques
La construcció del sistema hídric ha provocat la inundació de grans àrees, algunes amb zones d'interès arqueològic, com Hasankeyf. El projecte provocarà el desplaçament de 25000 persones de les seves llars. Països veïns com Síria han demandat més quotes d'aigua i diverses milícies kurdes s'han mostrat contràries al projecte, amb atacs dirigits a les obres. Així mateix, s'han elevat crítiques des dels sectors ecologistes per alterar en excés els ecosistemes dels rius afectats (que perden uns 22 km3 d'aigua anuals als trams inferiors).